# Естонська євангелічно-лютеранська церква
Естонська євангельська лютеранська церква (ест. Eesti Evangeelne Luterlik Kirik) — лютеранська громада Естонії. Налічує 200 тисяч парафіян, із них активних 50 тисяч. Очолює архієпископ Андрес Пидер. Створена 1949 року, після того як попередній клір після наступу Червоної Армії емігрував до Швеції. У Швеції серед естонської еміграції 1944 року утворилась окрема Естонська євангельська лютеранська церква за кордоном (ЕЄЛЦЗ)

## Історія лютеранства в Естонії
Важливою віхою розвитку лютеранства в Естонії став 1561 рік, коли лицарі Північної Лівонії (що стала з того часу Естляндією) визнали владу шведського короля, а підвладна їм територія опинилась під духовною юрисдикцією Церкви Швеції. 1710 року Естляндія була завойована Росією, однак скандинавська лютеранська традиція збереглась у століттях.
1802 року в Дерптському університеті було відкрито лютеранський богословський факультет, що перетворило Естонію на найбільший лютеранський центр Росії.
1919 після здобуття Естонією незалежності утворилась перша національна лютеранська церква на чолі з єпископом Якобом Кукком
Після окупації Естонії СРСР спадковість лютеранської ієрархії припинилась. 1945 року тимчасовий церковний комітет обрав Августа Пяхна виконувачем обов'язків єпископа. Того ж року почалась реєстрація двадцяток — саме стільки чоловік було необхідно для реєстрації парафії. До 1948 року було зареєстровано 154 парафії з 79 пасторами. Також було прийнято рішення відродити Інститут Теології із заочним навчанням.
1969 року Естонська церква поширила свій вплив на Карелію (заснування парафії в Петрозаводську), а 1977 — на Інгрію (Пушкінська парафія).
Після повторного проголошення Естонією незалежності 1992 року від Естонської церкви відокремилась Євангельська лютеранська церква Інгрії, а 2003 — Сибірська євангелічна лютеранська церква.

## Архієпископи
- Андрес Пидер (чинний)
- Яан Кіівіт молодший (1994–2004)
- Куно Паюла (1987–1994)
- Едгар Харк (1978–1986)
- Альфред Тоомінг (1967–1977)
- Яан Кіівіт старший (1949–1967)

## Єпископи
- Йоган Кипп (1939–1944)
- Гуго Бернхард Рахамягі (1934–1939)
- Якоб Кукк (1919–1933)

## В.о. глави Церкви
- Антон Ейларт (1944)
- Яак Варік (1939)
- Александер Капп (1933–1934)

## Архієпископи емігрантської церкви (ЕЄЛЦЗ)
- Йоган Кипп (1944–1964) (до 1956 єпископ)
- Йоганнес Оскар Лаурі (1964–1971)
- Конрад Веєм (1972–1990)
- Удо Петерсоо (1990–2006)
- Андрес Таул (2007 -)